# 新華國際
新華國際有限公司，簡稱新華國際（英語：Sunwah International Limited，TSX：SWH），在1990年，由蔡冠深（董事長）家族，於香港（總部）成立。該公司前身為「匯富國際控股有限公司」。
該業務在全球經營資本市場、策略投資和資產管理。
當中新華匯富金融控股有限公司是在港交所主板上市。
2014年12月中，Perfect Dream Holdings Ltd.（蔡冠深和蔡冠明兄弟持有）以每股0.2加元，收購該公司股權，持有該公司17,363,526股份（18.6%）。

## 連結
- sunwahinternational.com （页面存档备份，存于）